# São Leopoldo
São Leopoldo is een Braziliaanse stad en gemeente in het zuiden van de staat Rio Grande do Sul. Het is 103,9 km² groot en telt ongeveer 230.000 inwoners. De stad ligt aan de Rio dos Sinos en werd in 1824 gesticht door Duitse immigranten. Zij wordt beschouwd als de wieg van de Duitse cultuur in Brazilië. Het was de eerste officiële stad die door de nationale gouverneur van Brazilië werd gesticht in het kader van een plan voor Duitse migratie naar Brazilië. De stad is genoemd naar de Braziliaanse keizerin Leopoldine van Oostenrijk, die de migratieplannen steunde.

## Aangrenzende gemeenten
De gemeente grenst aan Estância Velha, Novo Hamburgo, Portão en Sapucaia do Sul.